# Alfa Matrix
Alfa Matrix ist ein belgisches Label mit Sitz in Brüssel, welches von Séba Dolimont, Bernard Van Isacker und Benoît Blanchart im Jahr 2001 gegründet wurde und in den Musikgenres Aggrotech, Industrial, Dark Elektro, Synthpop und Electronica veröffentlicht.

## Musiker & Bands (Auswahl)
- Armageddon Dildos
- Aesthetic Perfection
- Ayria
- Bruderschaft
- Digital Factor
- Essence of Mind
- Front 242
- Freakangel
- Glis
- I:Scintilla
- Leæther Strip
- Menschdefekt
- Nitzer Ebb
- Plastic Noise Experience
- Rummelsnuff
- Star Industry
- Trisomie 21
- Unter Null